# Fujiwara no Tsunesuke
Fujiwara no Tsunesuke (藤原恒佐, também conhecido como Tsuchimikado udaijin e Ichijo udaijin, 879 – 938), era um nobre membro da Corte, estadista e político durante o Período Heian da História do Japão.

## Vida
Este membro do Ramo Hokke do Clã Fujiwara era o sétimo filho de Fujiwara no Yoshiyo.

## Carreira
Tsunesuke serviu os seguintes imperadores: Uda (896 - 897) , Daigo (897 - 930) e Suzaku (930 - 938).
Em 896, no final do governo do Imperador Uda,  Tsunesuke entrou para a corte servindo no Konoefu (Guarda do Palácio). 
Em 910 no governo do Imperador Daigo Tsunesuke foi transferido para o Hyoefu (Guarda Samurai) com o cargo de Sasaki (vice-comandante). Em 911 foi promovido a Tōgūbō (Tutor do Príncipe Herdeiro). Em 915 Tsunesuke torna-se Sangi. Em 925 Chūnagon.
Em 933 no governo do Imperador Suzaku Tsunesuke é promovido a Dainagon e em 937 é nomeado Udaijin cargo que ocupa até a sua morte no ano seguinte.
| Precedido por Fujiwara no Nakahira | 42º Udaijin (937-938)  | Sucedido por Fujiwara no Saneyori |
| Precedido por Fujiwara no Nakahira | 83º Dainagon (933-937) | Sucedido por Fujiwara no Morosuke |